# Urgelli Izabella aragóniai királyné
Urgelli Izabella aragóniai királyné III. Ermengol urgelli gróf és első felesége, Besalúi Adelheid egyetlen gyermekeként született. 1065-ben hozzáment Sancho aragóniai királyhoz. Frigyükből egy fiú született, Péter infáns. Házasságuk válással végződött 1070-ben, utána mindketten újraházasodtak. 1071-ben a volt királyné feleségül ment I. Vilmos cerdanyai grófhoz.
1. ↑  Geneanet (francia nyelven)
2. 1 2  Royal Academy of History